# 1934 en science
| Années de la science : 1931 - 1932 - 1933 - 1934 - 1935 - 1936 - 1937    |
| Décennies de la science : 1900 - 1910 - 1920 - 1930 - 1940 - 1950 - 1960 |

Cet article présente les faits marquants de l'année 1934 en science.

## Événements
- 23 février : vol d'essai du premier avion construit entièrement en métal, le bimoteur commercial Lockheed L-10 Electra[1].

- 20 mars : le chercheur allemand Rudolf Kühnhold effectue à Kiel les premiers essais d'un radar[2].

- 13 mai : un article du New York Times intitulé Rabbits Born In Glass[3] reporte l’annonce du biologiste américain d'Harvard Gregory Pincus, futur inventeur de la pilule, qui prétend avoir réussi une fécondation in vitro chez le lapin[4].
- 10 septembre : l'expédition British Graham Land (BGLE) dirigée par l'explorateur australien John Riddoch Rymill quitte Londres pour la terre de Graham dans le cadre de recherches géophysiques. Elle atteint Port Lockroy le 22 janvier 1935 et quitte le continent Antarctique le 12 mars 1937[5].
- 13 novembre : le procédé Kodachrome est déposé par Leopold Godowski et Leopold Mannes (en)[6].

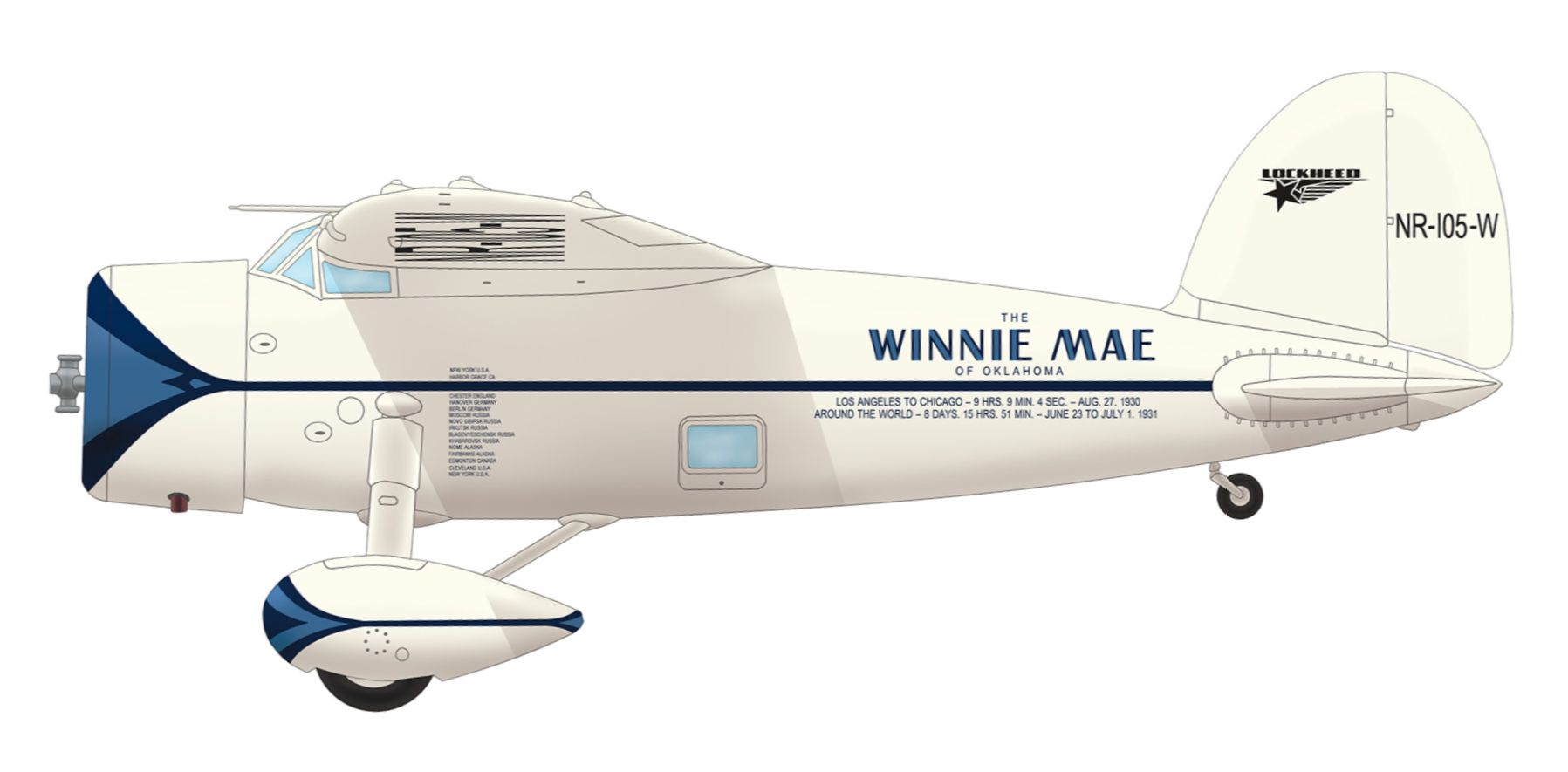
Le Lockheed Vega 5C "Winnie Mae" utilisé par Wiley Post.

- 7 décembre : l'aviateur américain Wiley Post, parti de Bartlesville en Oklahoma à bord d'un Lockheed Vega et équipé d'une combinaison pressurisée, atteint l'altitude non officielle de 15 240 m (50 000 pieds) et confirme l'existence du courant-jet, ou Jet-Stream[7].

- L'artiste suédois Oscar Reutersvärd décrit pour la première fois le triangle de Penrose[8].

### Sciences physiques
- 15 janvier : Frédéric et Irène Joliot-Curie découvrent la radioactivité artificielle[9].
- 10 février : découverte de l'astéroïde (1698) Christophe par l'astronome belge Eugène Delporte à Uccle[10], nommé d'après le petit neveu de l'astronome belge Georges Roland, codécouvreur de la comète C/1956 R1 (Arend-Roland).

- 19 mars : dans un article communiqué à la revue Proceedings of the National Academy of Sciences[11], les astronomes Walter Baade et Fritz Zwicky introduisent le terme de « supernova » et font l'hypothèse que les supernovæ sont les transitions vers les étoiles à neutrons[12].

- 25 mars : le physicien italien Enrico Fermi communique à la Ricerca Scientifica ses travaux sur la radioactivité induite dans un article intitulé Radioattività indotta da bombardamento di neutroni (« Radioactivité provoquée par bombardement aux neutrons »)[13].

- 3 octobre : découverte de l'astéroïde (1350) Rosselia par l'astronome belge Eugène Delporte à Uccle, nommé d'après Marie-Thérèse Rossel (en), rédactrice en chef du quotidien belge Le Soir[14].
- 8 octobre : l'ingénieur aéronautique roumain Henri Coandă obtient un brevet d’invention français pour un « procédé et dispositif pour dévier un courant de fluide qui pénètre dans un autre fluide », qui se réfère au phénomène appelé effet Coandă[15].
- 12 octobre : le chimiste américain Arnold Orville Beckman dépose un brevet pour le pH-mètre[16].

- 25 décembre : Jean Dufay et Marie Bloch de l'observatoire de Lyon observent les bandes d'absorption du cyanogène dans le spectre de la Nova Herculis[17].

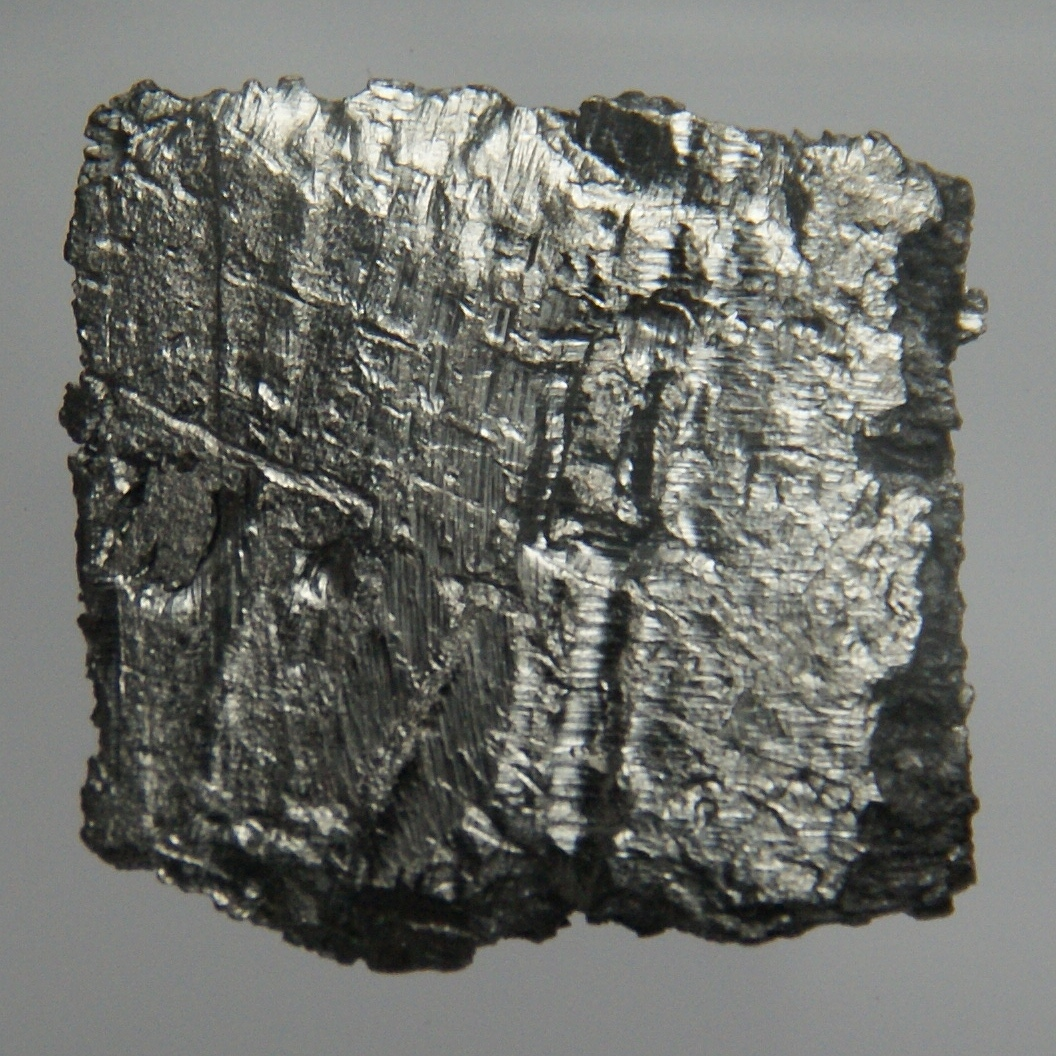
9.5 grammes d'erbium pur

- Les chimistes allemands Klemm et Bommer obtiennent de l'erbium pur sous forme métallique[18].
- Le physicien d'origine russe Lew Kowarski, ayant fait son doctorat sur le comptage des neutrons, entre à l'Institut du Radium ou il travaille avec Frédéric Joliot-Curie, Hans von Halban et Francis Perrin sur la possibilité d'une « réaction en chaîne » dans l'uranium[19].
- Les physiciens Michael Polanyi, Egon Orowan et G. I. Taylor montrent indépendamment, par l'étude des réseaux périodiques de dislocations, que la théorie des milieux élastiques fissurés de Vito Volterra (1905) permet de rendre compte de la ductilité des métaux[20].

## Publications
- Richard Tolman : Relativity, Thermodynamics and Cosmology.
- Karl Popper : Logik der Forschung, 1934 (Logique de la découverte scientifique)
- Norbert Wiener, Fourier Transforms in the Complex Domain

## Prix
- Prix Nobel
  - Physique : Non décerné

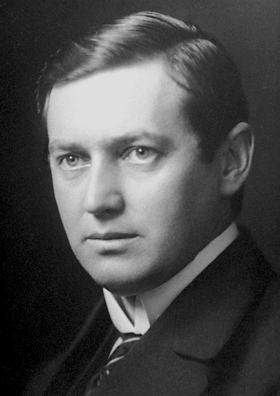
Manne Siegbahn

  - Chimie : Harold Clayton Urey (américain)
  - Physiologie ou médecine : George Hoyt Whipple, George Richards Minot, William Parry Murphy (Américains)

- Médailles de la Royal Society
  - Médaille Copley : John Scott Haldane
  - Médaille Darwin : Albert Charles Seward
  - Médaille Davy : Walter Norman Haworth
  - Médaille Hughes : Manne Siegbahn
  - Médaille royale : Edgar Douglas Adrian, Sydney Chapman
  - Médaille Rumford : Wander Johannes de Haas
  - Médaille Sylvester : Bertrand Russell

- Médailles de la Geological Society of London
  - Médaille Lyell : Finlay Lorimer Kitchin et Walter Howchin (en)
  - Médaille Murchison : George Hickling (d)
  - Médaille Wollaston : Henry Alexander Miers

- Prix Jules-Janssen (astronomie) : Willem de Sitter
- Médaille Bruce (Astronomie) : Alfred Fowler
- Médaille Linnéenne : Sir Sidney Frederick Harmer

## Naissances

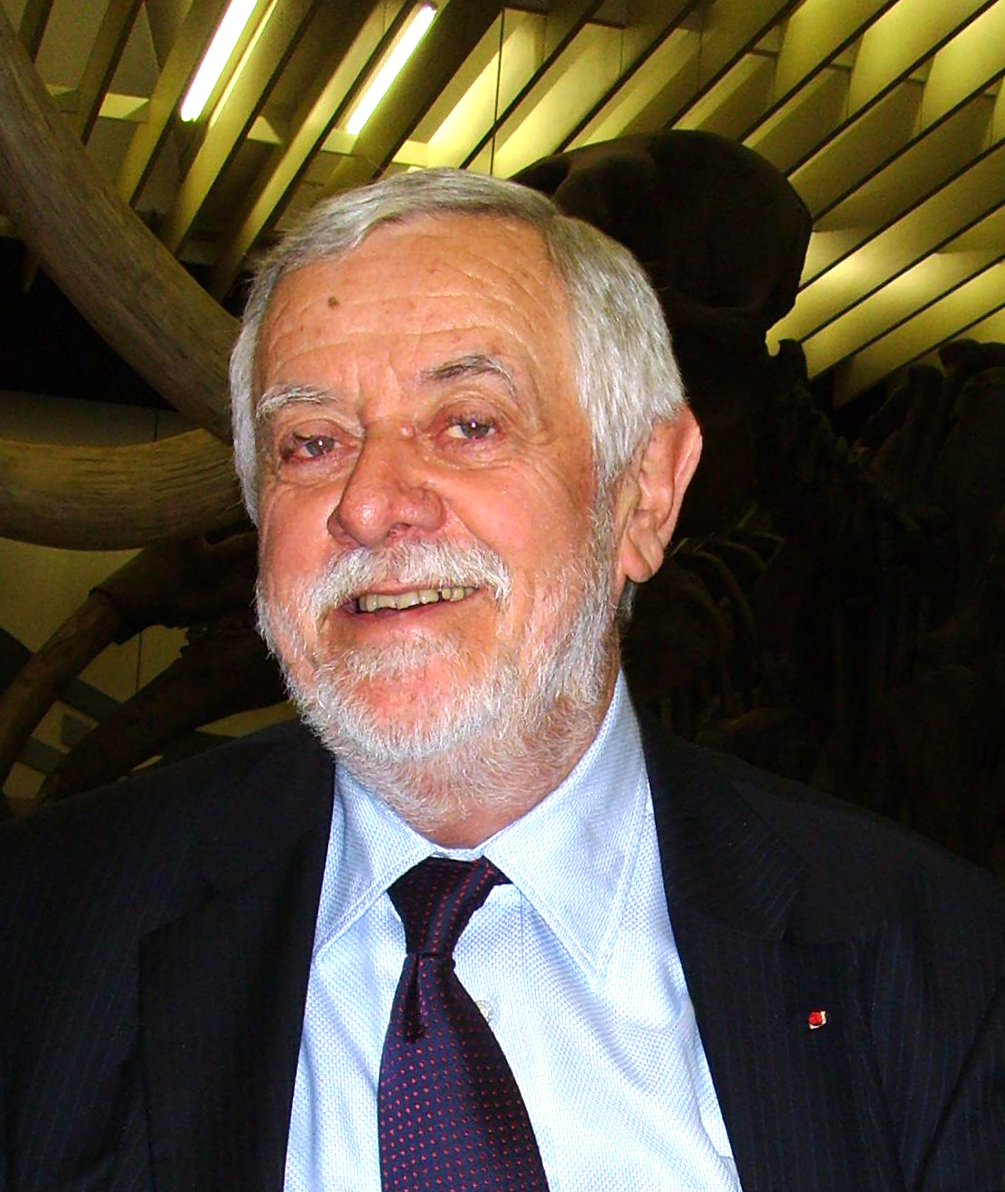
Yves Coppens

- 5 janvier : Parviz Varjavand (mort en 2007), archéologue iranien.
- 11 janvier : Charles Antony Richard Hoare, informaticien britannique.
- 13 janvier : Robin Milner (mort en 2010), informaticien britannique.

- 11 février : James Massey, cryptologue américain.
- 15 février : Niklaus Wirth, informaticien suisse.
- 25 février : Akif Alizade, géologue azerbaïdjanais.
- 28 février : Maurice Godelier, anthropologue français.

- 9 mars : Youri Gagarine (mort en 1968), cosmonaute soviétique, 1er homme dans l'espace.
- 14 mars : Eugene Cernan, astronaute américain.
- 23 mars : Ludvig Faddeev (mort en 2017), physicien et mathématicien soviétique puis russe.
- 24 mars : James Glimm, mathématicien et physicien américain.
- 31 mars :
  - Grigori Nelioubov (mort en 1966), cosmonaute soviétique.
  - Carlo Rubbia, physicien italien, prix Nobel de physique en 1984.

- 5 avril : Jack Edmonds, mathématicien et informaticien théoricien canadien.
- 11 avril : Claude Kordon, neuroendocrinologue français.
- 17 mai : Pierre Clastres (mort en 1977), anthropologue et ethnologue français.
- 21 mai : Bengt Samuelsson (mort en 2024), biochimiste suédois, prix Nobel de physiologie ou médecine en 1982.
- 28 mai : Geoffrey Thorndike Martin, égyptologue britannique.
- 30 mai : Alekseï Leonov, cosmonaute soviétique.

- 6 juin : Arto Salomaa, mathématicien et informaticien théoricien finlandais.
- 10 juin : Guy Barruol, historien et archéologue français.
- 13 juin : Leonard Kleinrock, informaticien américain.
- 21 juin : Claude Pair, informaticien et haut fonctionnaire français.
- 23 juin : Mario Fregoni, agronome italien.
- 7 juillet : Anthony Snodgrass, universitaire et archéologue britannique.
- 13 juillet : Alekseï Ielisseïev, cosmonaute soviétique.

- 2 août : Valery Bykovsky, cosmonaute soviétique.
- 3 août : Grace Wahba, statisticienne américaine.
- 9 août : Yves Coppens (mort en 2022), paléontologue français.
- 14 août : Henry de Lumley, préhistorien français.
- 15 août : Ahmed Mahmoud Moussa (mort en 1998), égyptologue égyptien.
- 17 août : Christian Pelras, ethnologue français.
- 19 août : Gordon Bell, ingénieur et chercheur en informatique.
- 21 août : John L. Hall, physicien américain, prix Nobel de physique en 2005.
- 22 août : Pierre Potier (mort en 2006), pharmacien et chimiste français.

- 2 septembre : Donald Bruce Redford, égyptologue et archéologue canadien.
- 4 septembre : Giovanni Colonna (mort en 1957), archéologue et historien de l'art italien.
- 19 septembre : Hans-Emil Schuster, astronome allemand.
- 26 septembre : Jeanne Favret-Saada, ethnologue française
- 6 octobre : Nils Wiberg (mort en 2007), chimiste allemand.
- 23 octobre : Evandro Agazzi, philosophe et logicien italien.
- 30 octobre : Paolo Moreno (mort en 2021), archéologue et historien de l'art italien.

- 9 novembre : Carl Sagan (mort en 1996), scientifique et astronome américain, un des fondateurs de l'exobiologie.

- 1er décembre : Arnold Schönhage, mathématicien et informaticien allemand.
- 3 décembre : Viktor Gorbatko, cosmonaute soviétique.
- 10 décembre : Howard Temin (mort en 1994), biologiste moléculaire américain, prix Nobel de physiologie ou médecine en 1975.
- 18 décembre : Boris Volynov, cosmonaute soviétique.
- 30 décembre : John Bahcall (mort en 2005), astrophysicien américain.

- John G. F. Francis, mathématicien et informaticien britannique.
- Azriel Lévy, mathématicien et logicien israélien.
- Eliahu Shamir, mathématicien et informaticien théoricien israélien.

## Décès

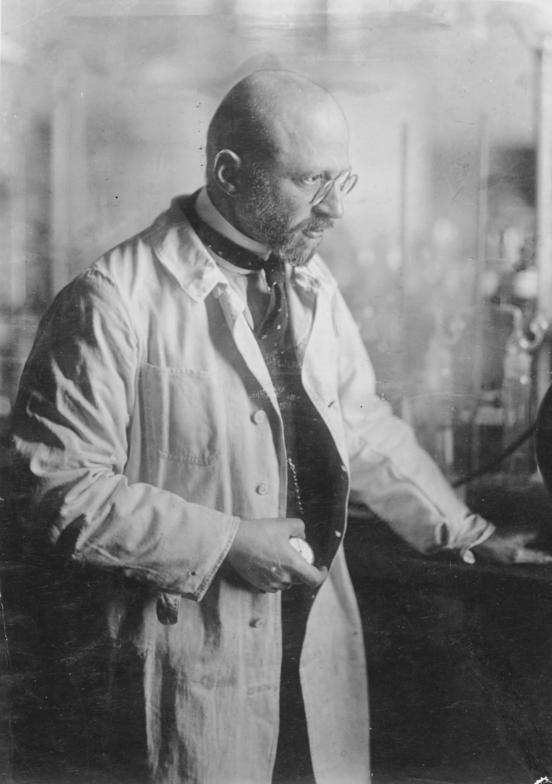
Fritz Haber

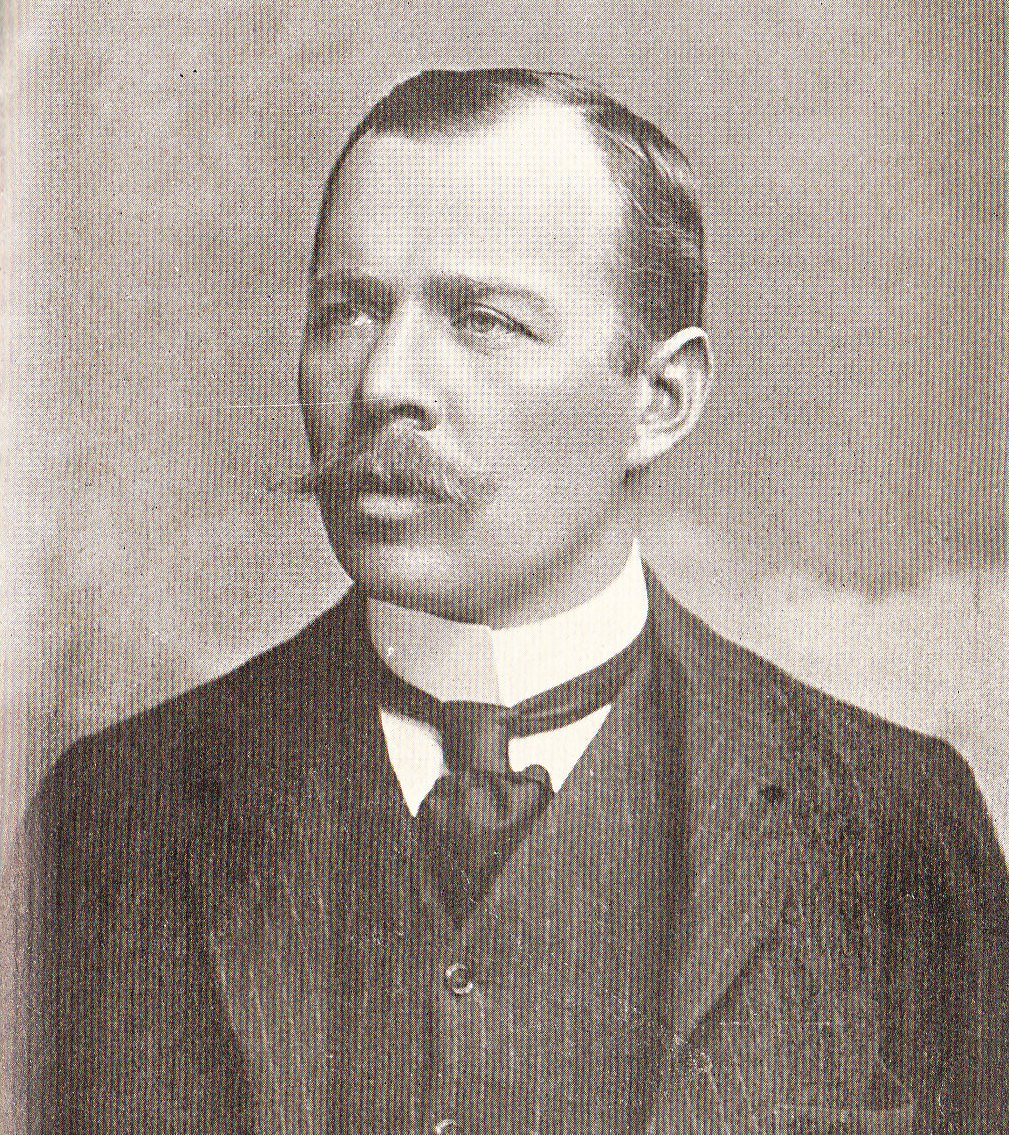
Carsten Borchgrevink

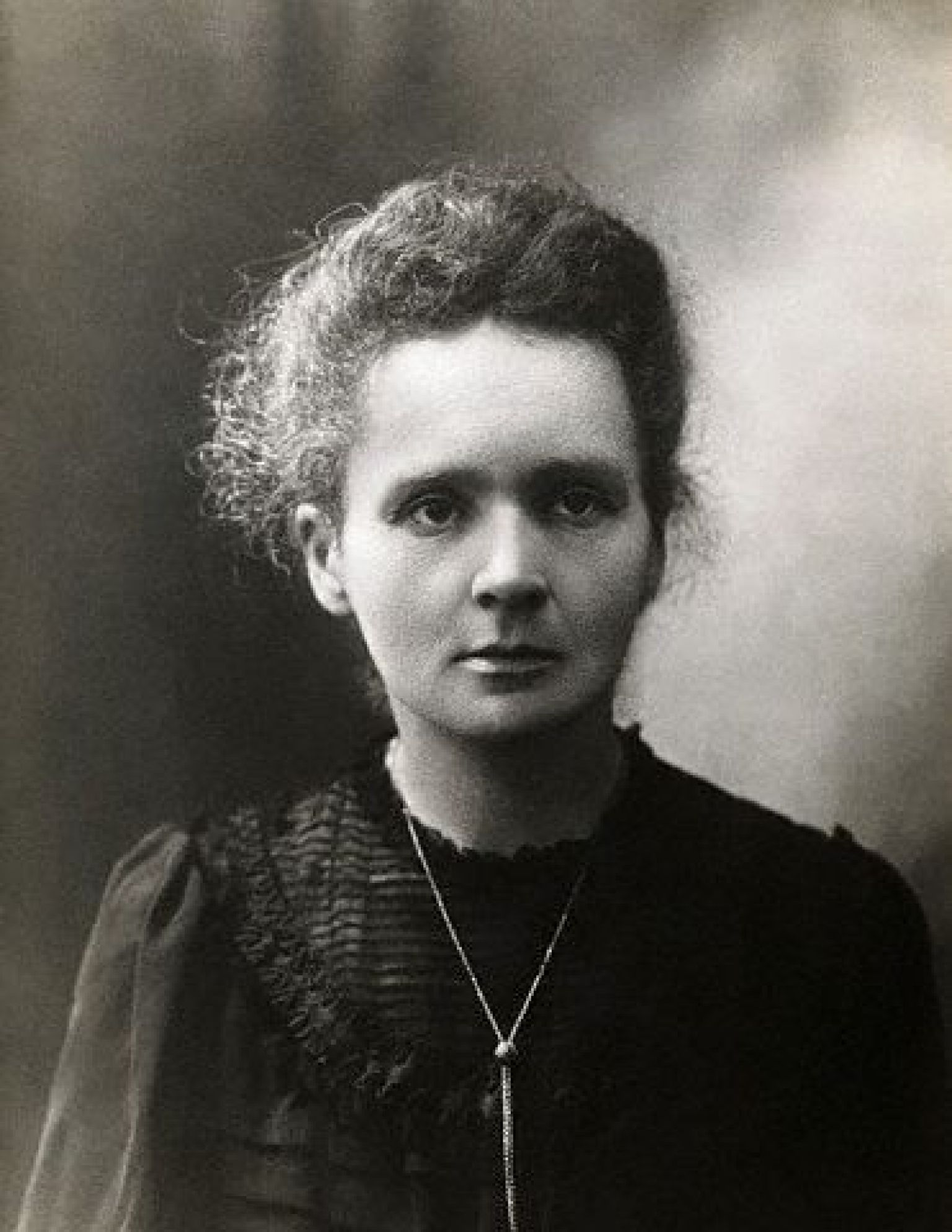
Marie Curie

- 3 janvier : Arthur Edward Pears Weigall (né en 1880), égyptologue anglais.
- 13 janvier : Paul Villard (né en 1860), physicien et chimiste français.
- 14 janvier : Paul Vieille (né en 1854), chimiste français.
- 21 janvier : Julius Bauschinger (né en 1860), astronome allemand.
- 29 janvier :
  - Fritz Haber (né en 1868), chimiste allemand, prix Nobel de chimie en 1918.
  - Dukinfield Henry Scott (né en 1854), botaniste britannique.
  - Albert Morton Lythgoe (né en 1868), égyptologue américain.

- 12 mars : Andrew Norman Meldrum (né en 1876), chimiste écossais.
- 14 mars : Francis Llewellyn Griffith (né en 1862), égyptologue anglais.
- 15 mars : Davidson Black (né en 1884), anatomiste, anthropologue et archéologue canadien.
- 18 mars : Camille Matignon (né en 1867), chimiste français.
- 20 mars : Francis Arthur Bather (né en 1863), géologue, malacologiste et paléontologue britannique.
- 21 avril : Carsten Borchgrevink (né en 1864), professeur et explorateur polaire britannique et norvégien.

- 1er mai : Sergueï Vassilievitch Lebedev (né en 1874), chimiste russe.
- 16 mai : Aristarkh Belopolsky (né en 1854), astronome russe.

- 7 juin : Louis Siret (né en 1860), archéologue et illustrateur hispano-belge.
- 9 juin : Chrístos Tsoúntas (né en 1857), archéologue grec.
- 10 juin : Georg Groddeck (né en 1866), psychanalyste allemand (Le Livre du ça).
- 12 juin : Paul Lecomte (né en 1856), botaniste français.
- 26 juin : Nathaniel Lord Britton (né en 1859), géologue et botaniste américain.

- 4 juillet : Marie Curie (né en 1867), physicienne polonaise naturalisée française, prix Nobel de physique en 1903 et prix Nobel de chimie en 1911.
- 6 juillet : Kurt Heinrich Sethe (né en 1869), égyptologue et philologue allemand.
- 8 juillet : Benjamin Baillaud (né en 1848), astronome français.
- 14 juillet : Adolf Cieslar (né en 1858), botaniste et agronome autrichien.
- 25 août : Duncan Mackenzie (né en 1861), archéologue écossais.
- 28 août : Edgeworth David (né en 1858), géologue et explorateur polaire australien.

- 17 octobre : Arthur Schuster (né en 1851), physicien germano-britannique.
- 18 octobre : François Gonnessiat (né en 1856), astronome français.

- 1er novembre : Max Brückner (né en 1860), géomètre allemand.
- 5 novembre : Carl Charlier (né en 1862), astronome suédois.
- 10 novembre : Wilhelm His (né en 1863), physiologiste et anatomiste suisse.
- 20 novembre : Willem de Sitter (né en 1872), mathématicien, physicien et astronome néerlandais.
- 23 novembre : Ernest Alfred Thompson Wallis Budge (né en 1857), égyptologue anglais.

- 4 décembre : Adrien de Gerlache de Gomery (né en 1866), marin belge, explorateur de l'Antarctique.
- 21 décembre : César Roux (né en 1857), chirurgien suisse.

- Bernard Day (né en 1884), électricien et mécanicien britannique.